# 이스즈 엘프
이스즈 엘프(영어: Isuzu Elf, 일본어: いすゞ・エルフ 이스즈 에루후
[*])는 일본 이스즈 자동차사가 생산하는 소형 트럭으로 1959년부터 생산되어 이스즈 자동차의 트럭 모델 중 가장 오래되었다.

## 개요
1975년부터 일본의 2톤급 사양의 소형 트럭 모델의 대표적인 모델로 다양한 라인업이 존재하고 있다. 사양의 경우 디젤 모델과 천연 가스 모델과 디젤 및 모터를 조합한 하이브리드 사양이 존재한다. 그 밖에도 LPG 사양이 별도로 존재 했으나 배출가스 규제 대응에 따라 6세대 모델무터 단종되면서 현재는 디젤, 천연 가스 두 가지 사양만 존재하고 있다.
색상의 경우 파란색이 표준으로 채택됐으나 이후 흰색으로 변경되면서 현재에 이르고 있다. 현재 판매 중인 모델에서 17개의 색상을 선택할 수 있다.

## 모델

### 1세대 (1959년8월~1968년)

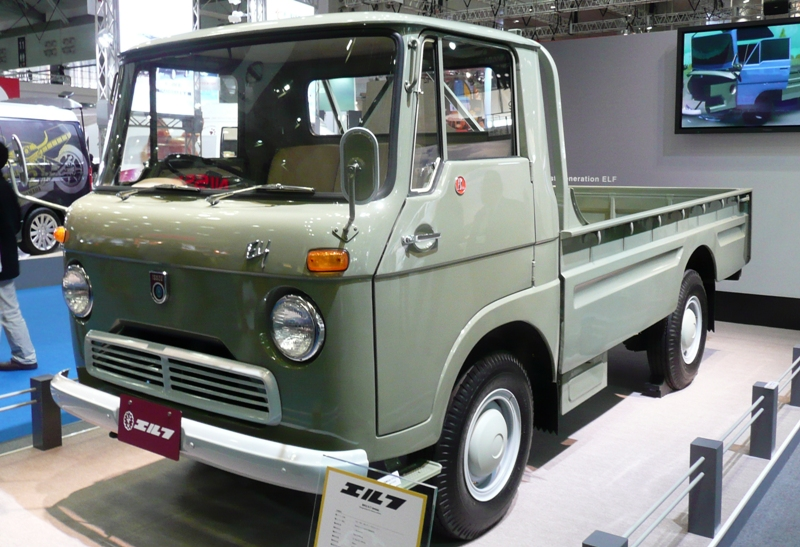
이스즈 엘프 1세대 모델

- 1959년 8월 : 출시. 당시 가와사키 공장에서 차량을 생산했고 엔진은 LPG 사양은 GL150형이 탑재되었다.
- 1960년 3월 : 디젤 엔진인 DL200형이 탑재되었다.
- 1963년 6월 : 생산 공장이 이전되었다.
- 1965년 1월 : 헤드라이트가 4등급으로 변경되었고 그릴 디자인도 변경되었다.

### 2세대 (1967년8월~1975년)

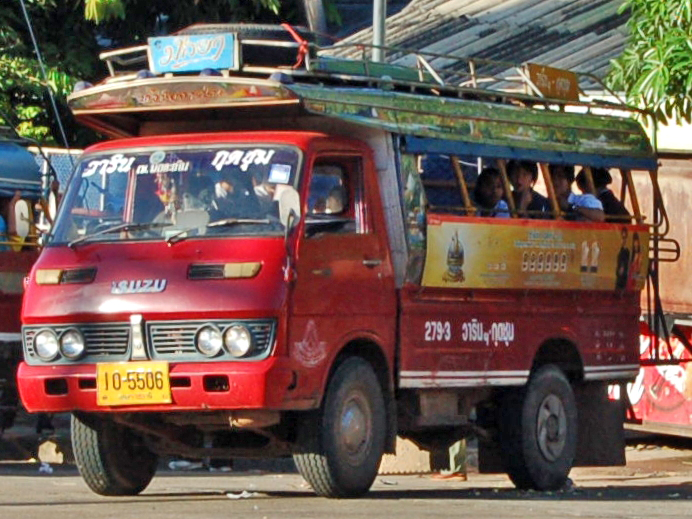
이스즈 엘프 2세대 모델

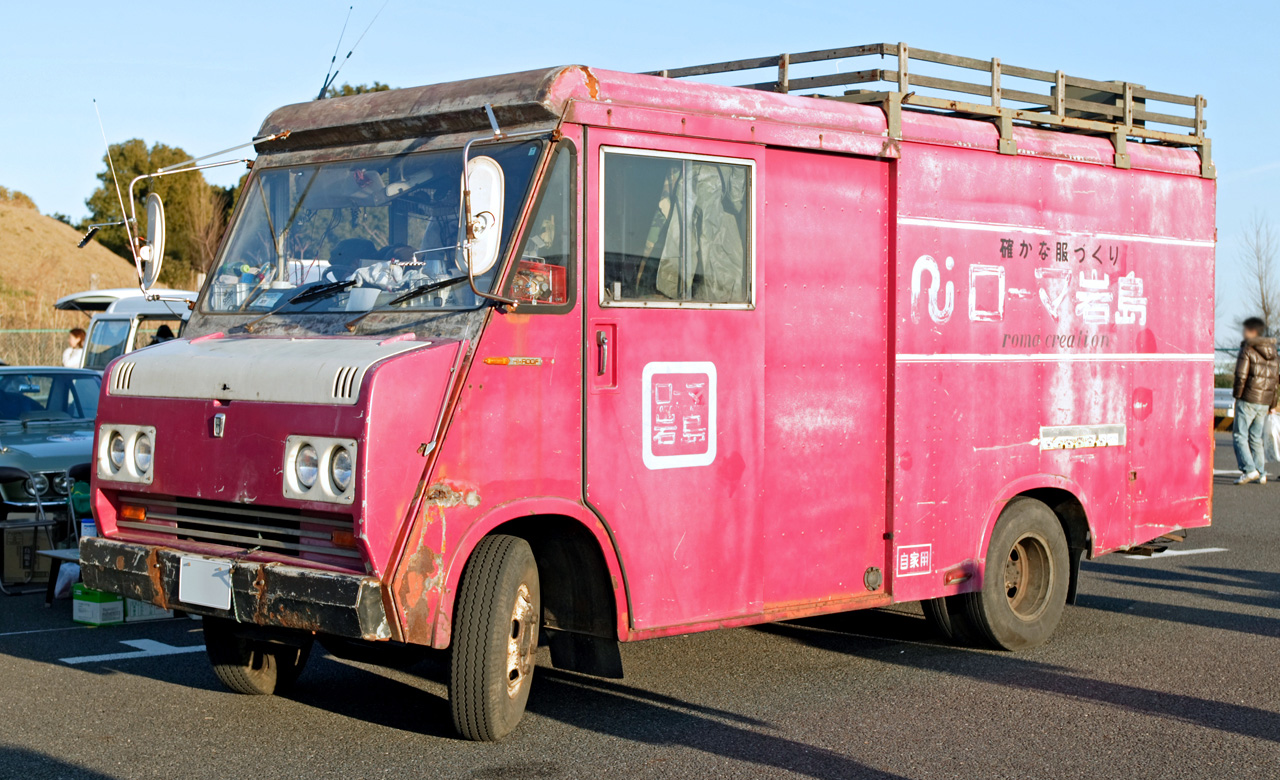
이스즈 엘프 2세대 라이트캡

- 1967년 8월 : 1.25톤급 사양인 라이트 엘프 모델이 선행으로 출시되었다. 엔진은 G150형이 탑재되었다.
- 1968년 4월 : 풀모델 체인지로 2세대 모델이 출시되었다.
- 1969년 8월 : 라이트캡 사양이 추가되었다.
- 1970년 10월 : 3.5톤급 사양인 엘프 350 모델이 출시되었다.
- 1971년 4월 : 라이트 엘프 모델이 단종과 동시에 1.5톤급 사양인 엘프 150 모델이 출시되었다. 기존 모델의 경우 엘프 250으로 개정되었다.
- 1972년 4월 : 전륜 구동 사양이 최초로 출시되었다.
- 1973년 1월 : 롱버젼 사양인 엘프 350이 출시.
- 1974년 4월 : 엘프 150 모델의 경우 저상 및 더블 타이어로 변경되었다.

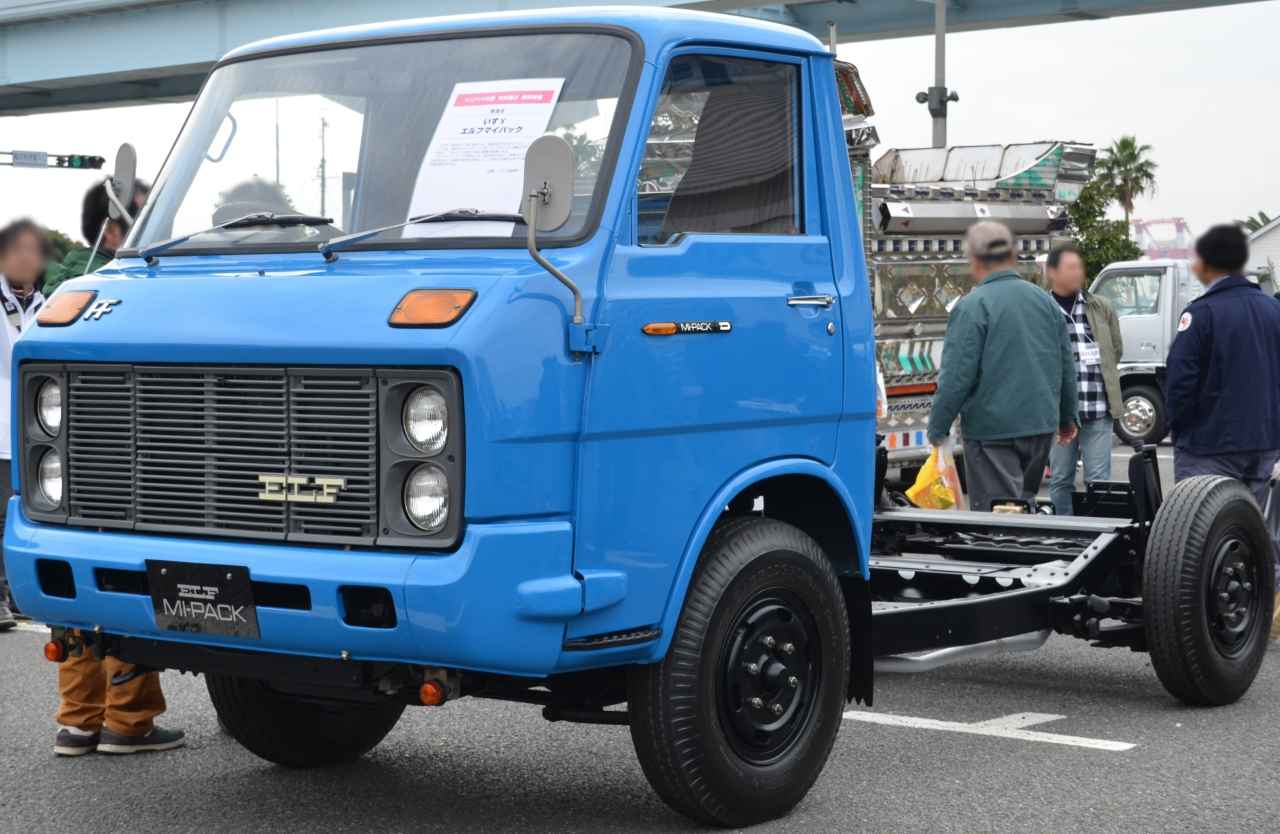
2세대 전륜 구동 사양

### 3세대 (1975년~1984년)

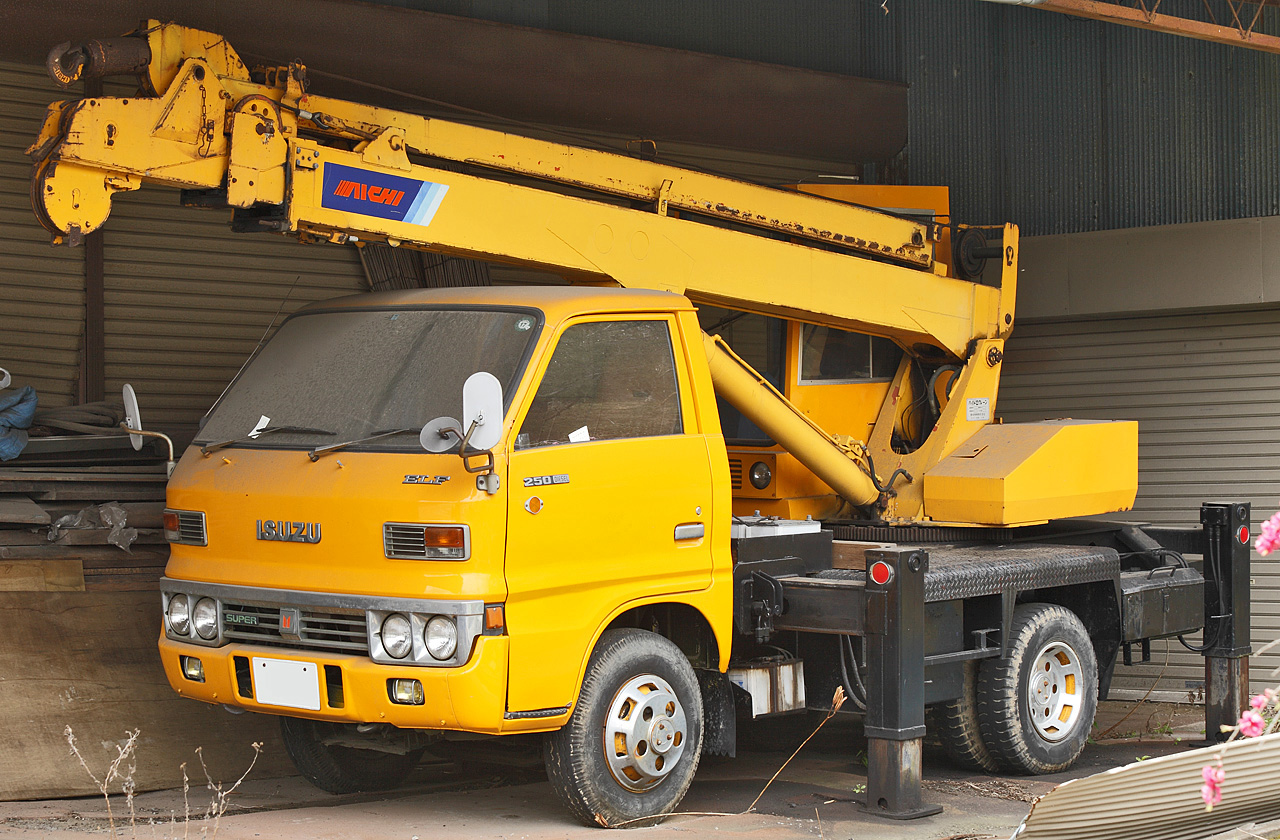
3세대 크레인 트럭

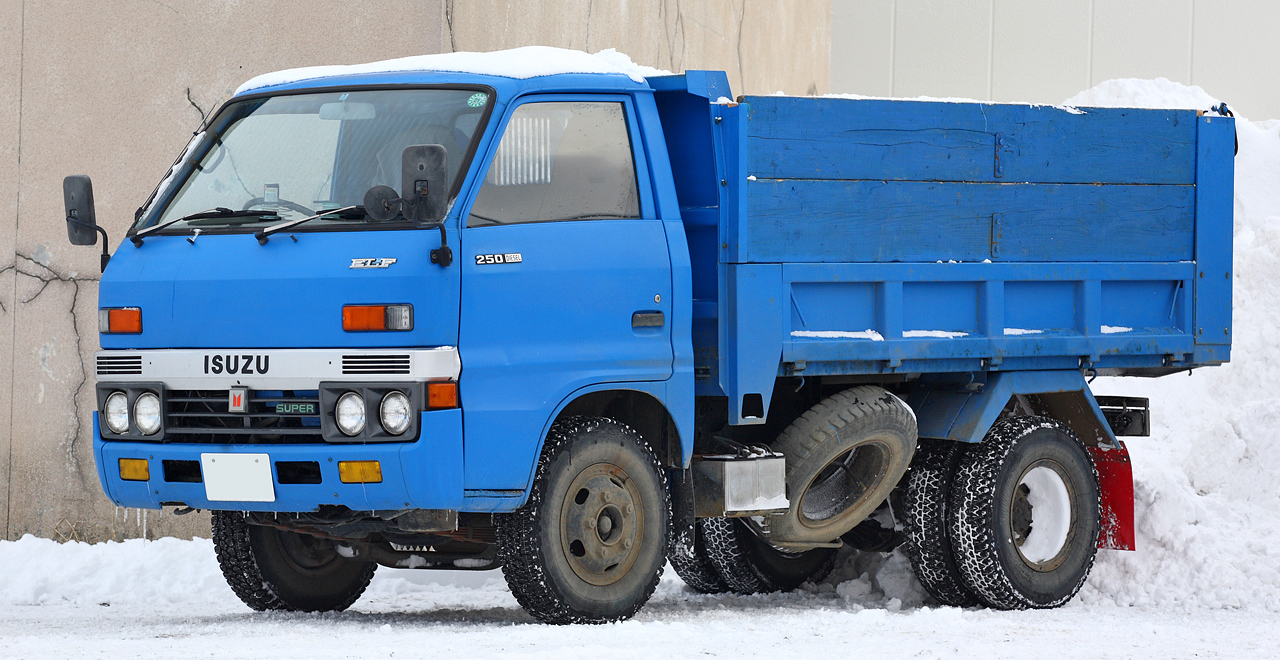
3세대 덤프 사양

- 1975년 6월 : 풀모델 체인지로 3세대 모델이 출시되었다.
- 1977년 2월 : 앨프 250 차량에 덤프 차량 라인업에 추가되었다.
- 1978년 12월 : 마이너 체인지로 프론트 그릴 모양이 변경되었다. 2톤 사양의 경우 엘프 250 슈퍼로 출시되었다.
- 1980년 1월 : 배출가스 규제 대응에 따라 마이너 체인지로 프론트 그릴 색상이 변경되었다. 와이드캡 사양이 처음으로 출시되었다.
- 1981년 7월 : 마이너 체인지로 프론트 그릴 색상이 변경되었다. 계기판의 디자인도 변경되었고 와이퍼와 문 핸들이 검은색으로 변경되었다.
- 1984년 7월 : 밴사양을 제외한 전 라인업이 풀모델 체인지가 되었다.
- 1991년 1월 : 밴사양이 풀모델 체인지가 되었다.

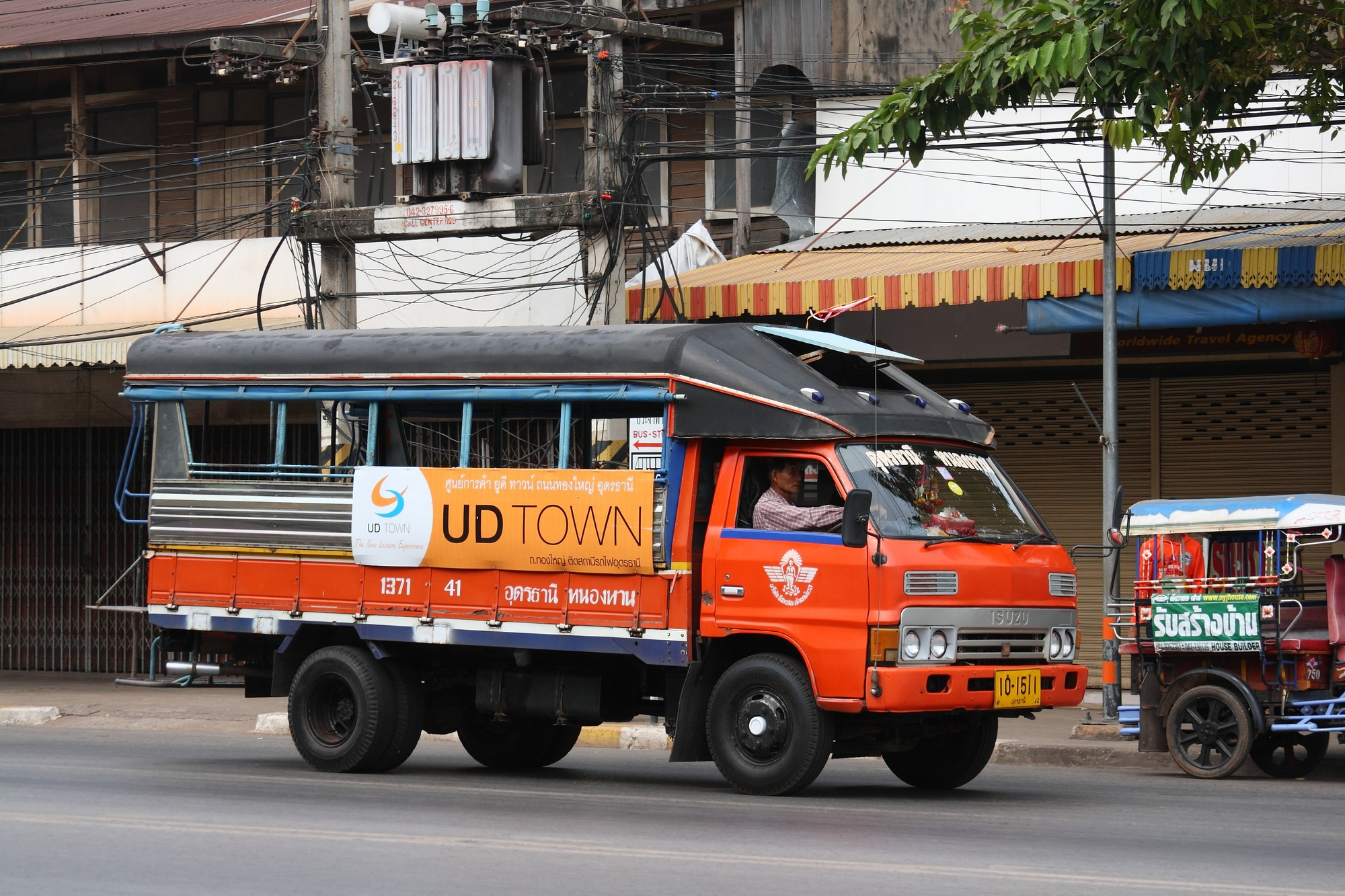
3세대 와이드캡 사양

### 4세대 (1984년~1993년)

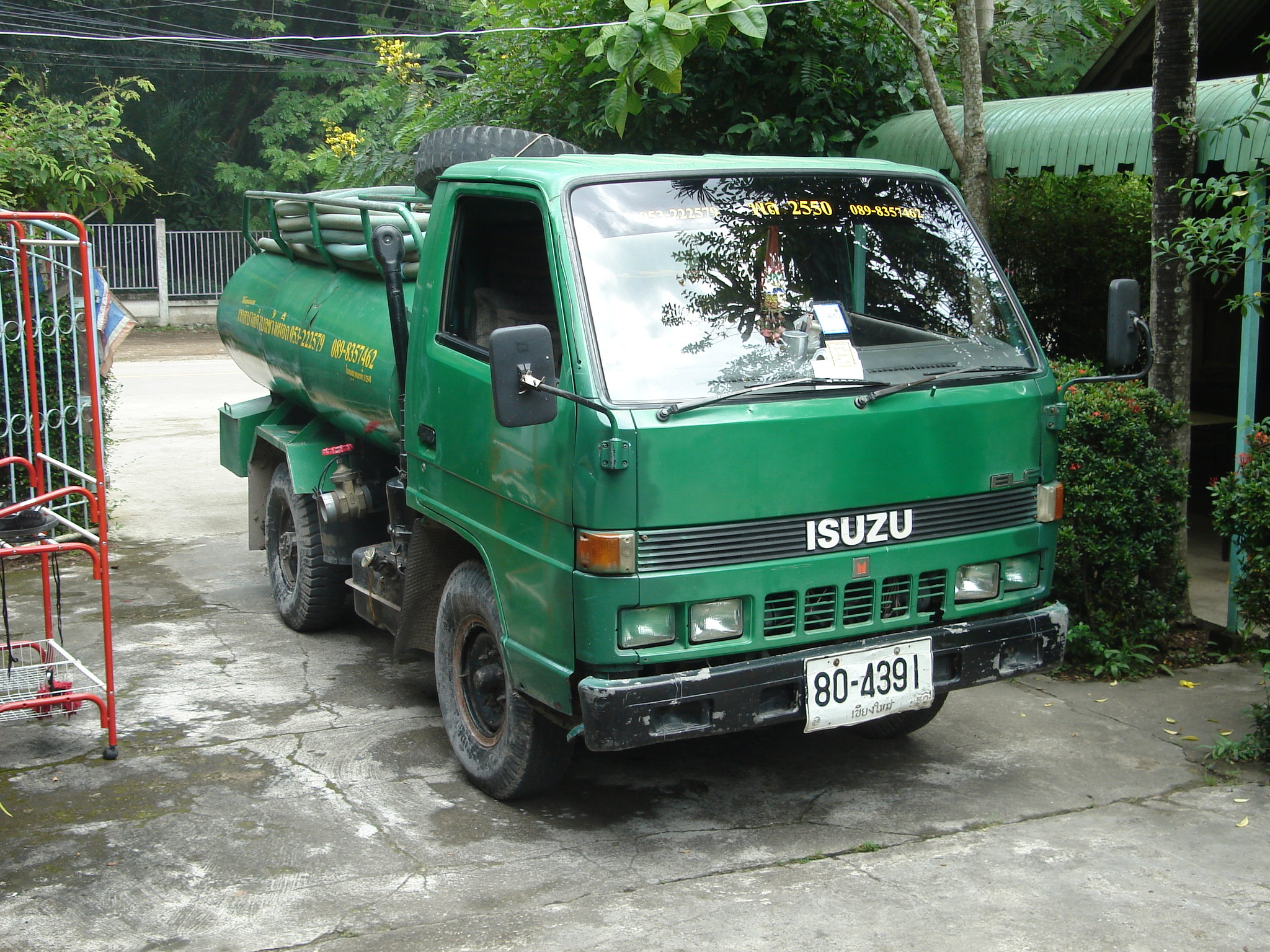
4세대 초기형

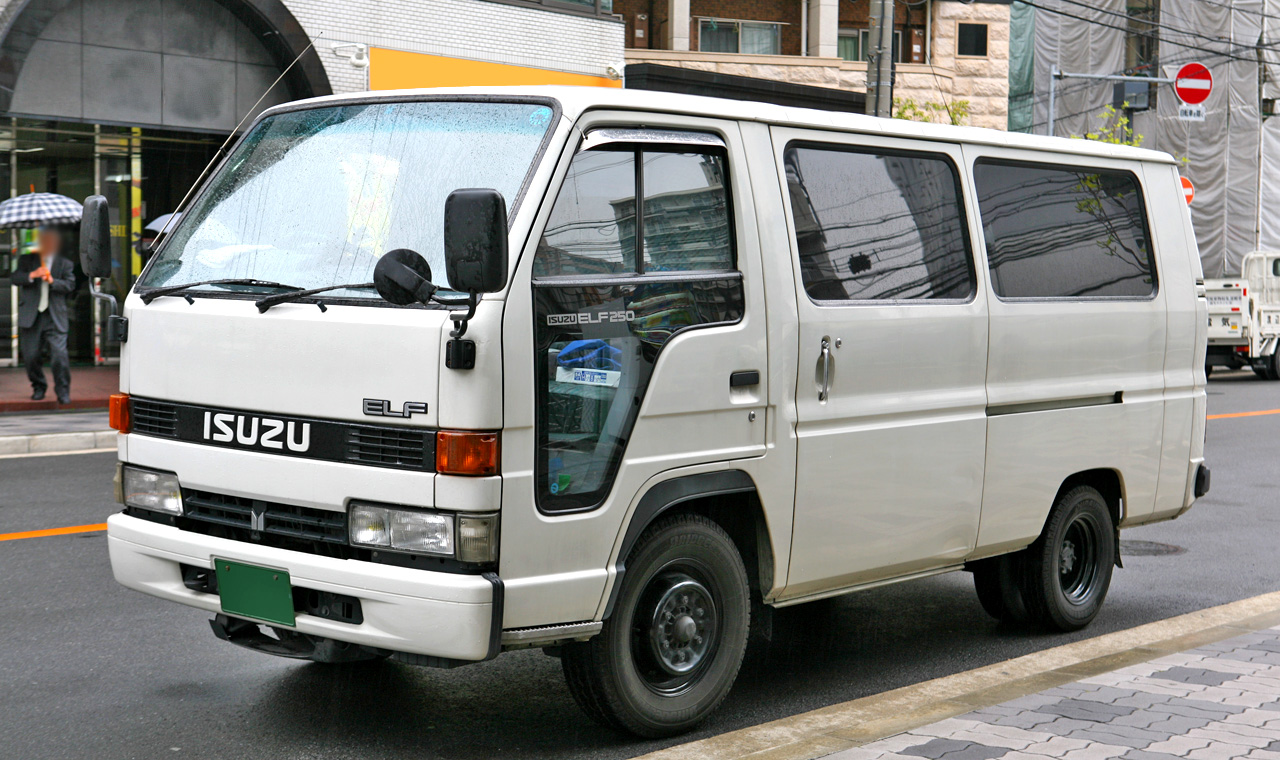
4세대 밴사양

- 1984년 7월 : 풀모델 체인지로 4세대 모델이 출시되었다.
- 1986년 12월 : 나비-5 장착 차량의 판매 개시되었다.
- 1987년 2월 : 마이너 체인지로 프론트 그릴 모양이 변경되었다.
- 1987년 9월 : 4WD 사양이 출시되었다.
- 1988년 6월 : 생산 누적 200만대를 달성하였다.
- 1988년 7월 : 와이드캡 사양에 조수석 안전창이 설치되었다.
- 1989년 6월 : 전 라인업에 조수석 안전창이 설치되었다.
- 1990년 6월 : 마이너 체인지로 이스즈 자동차 앰블램이 변경되었다.
- 1991년 1월 : 자동변속기 장착한 차량이 출시되었다.
- 1993년 7월 : 밴사양을 제외한 5세대 모델로 풀모델 체인지가 되었다.
- 1995년 5월 : 배출가스 규제 대응에 따라 밴사양이 디젤 엔진이 개량되었다.
- 2002년 6월 : 밴사양도 생산 종료가 되면서 4세대 모델이 단종되었다.

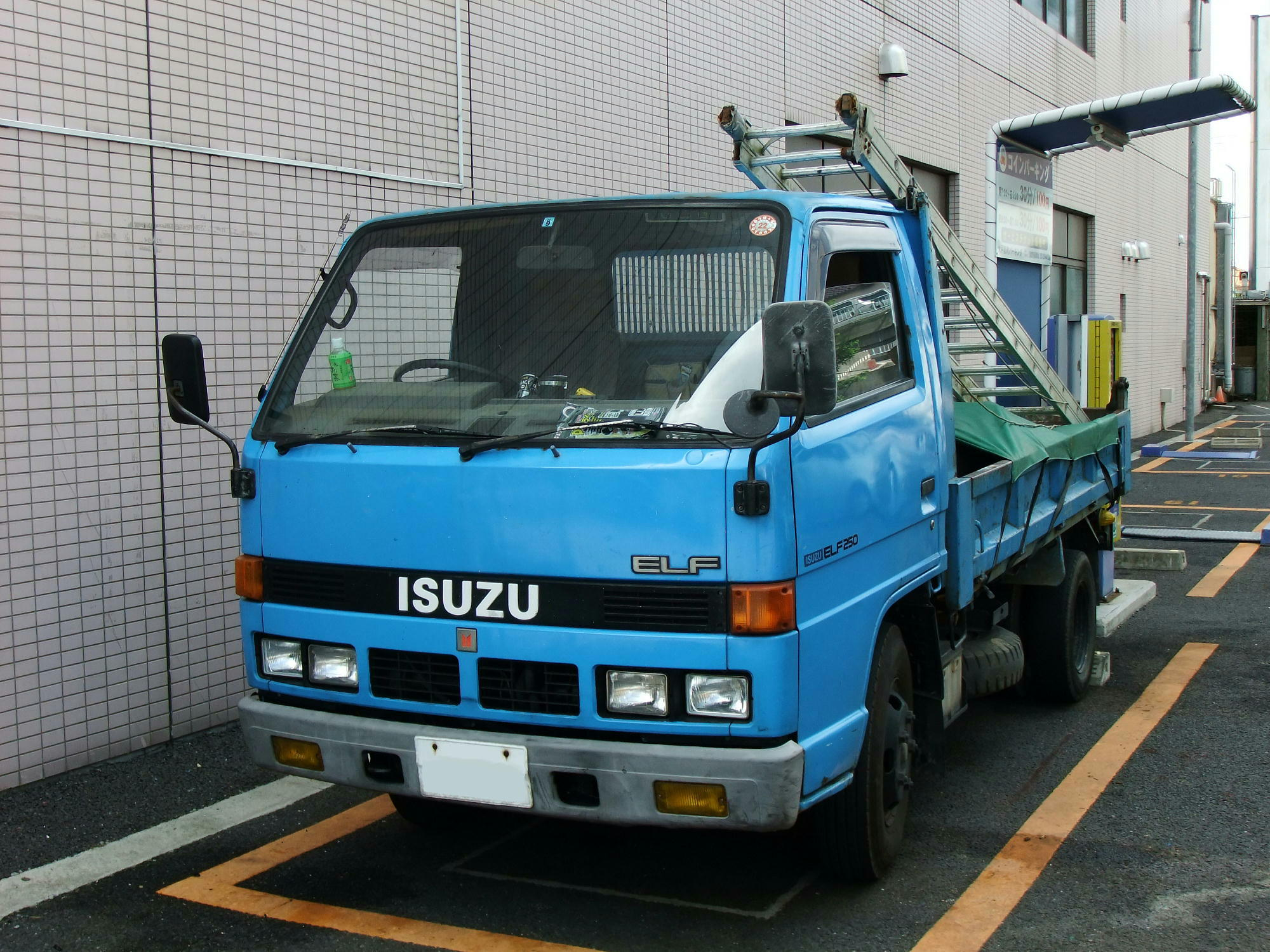
4세대 중기형
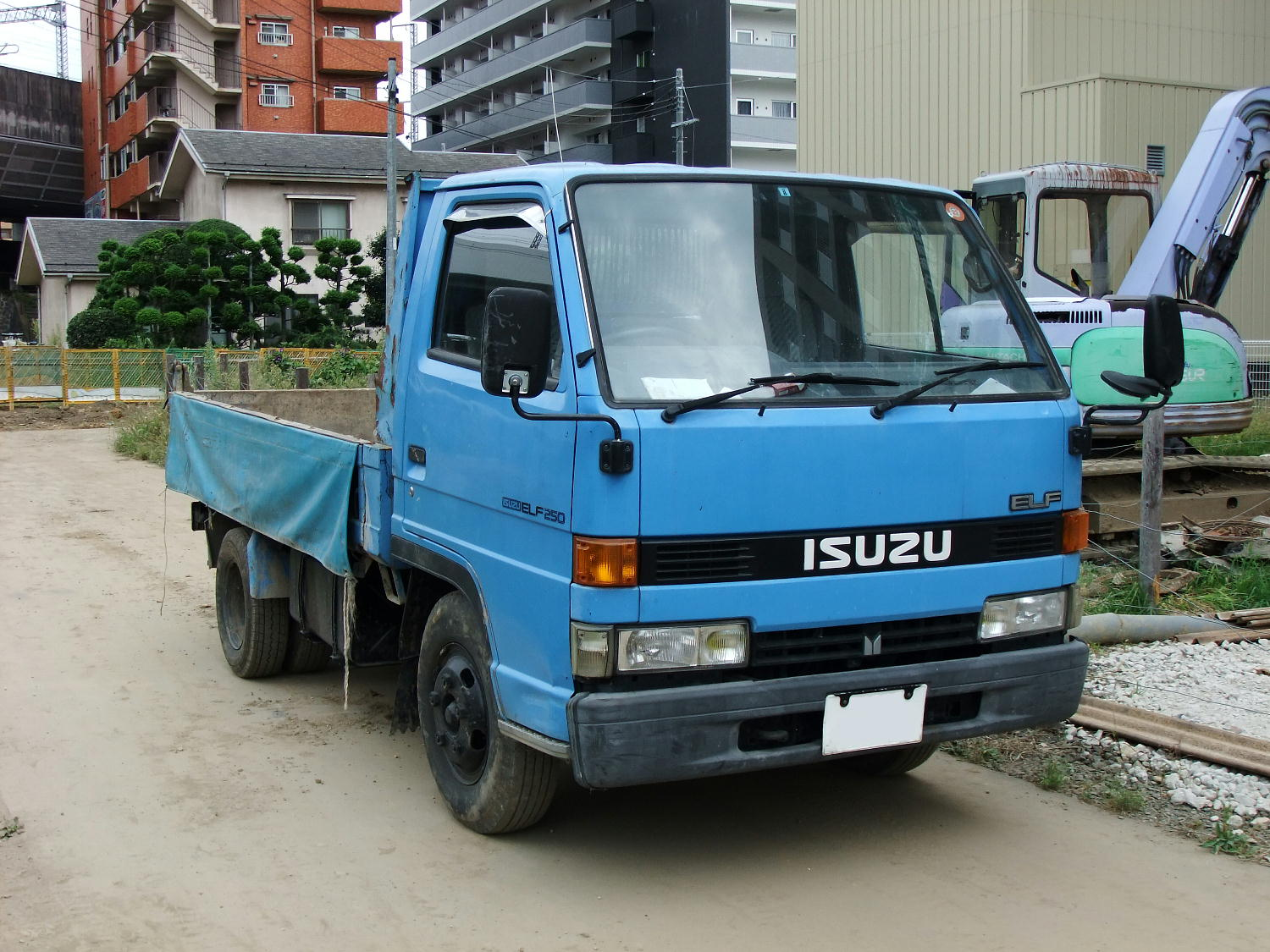
4세대 후기형

### 5세대 (1993년~2006년)

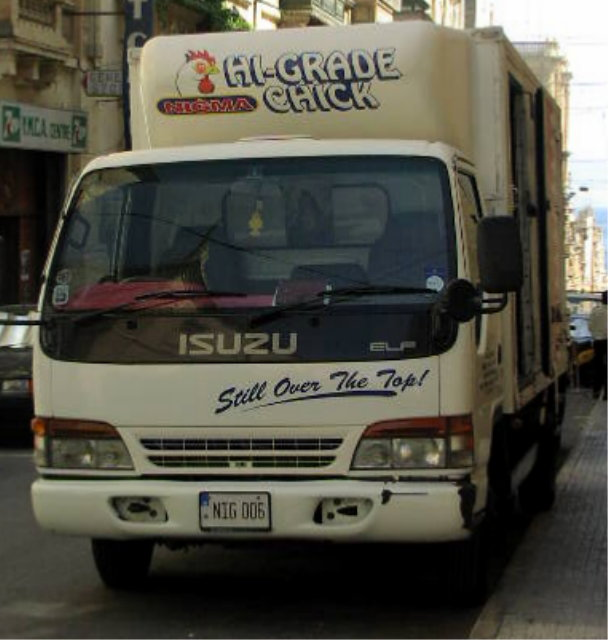
5세대 초기형

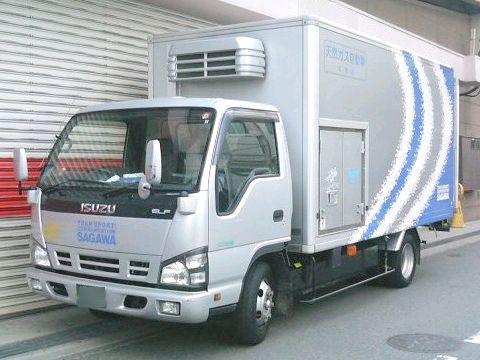
5세대 후기형

- 1993년 7월 : 풀모델 체인지로 5세대 모델이 출시되었다.
- 1995년 8월 : 마이너 체인지로 엔진이 개량되었다. 기존 5세대 모델의 차량의 OEM 사양으로 닛산 디젤 (현, UD트럭) 모델은 2톤의 경우 콘도르 20형, 3톤의 경우 콘도르 30형, 3.5톤의 경우 콘도르 35형, 닛산 아틀라스가 출시되었다.
- 1995년 6월 : 생산 누적 300만대를 달성하였다.
- 1996년 11월 : 밴사양인 이스즈 엘프 UT 모델이 출시되었고 닛산 자동차에 OEM 사양으로 공급되었다.
- 1997년 5월 : 마이너 체인지로 엠블램이 변경되었다.
- 1998년 9월 : 천연 가스 차량 사양이 출시되었다.
- 1999년 5월 : 마이너 체인지로 그릴 색상이 변경되었고 에어백이 장착되었다.
- 2000년 6월 : 천연 가스 차량 모델에 한해 리타더가 장착되었다.
- 2002년 6월 : 마이너 체인지로 엔진이 커먼레일이 장착한 4HL1형으로 변경되었다.
- 2004년 5월 : 마이너 체인지로 전 차종에 반자동변속기인 스무더 E가 적용되었다. 일부 차종에 기계식 자동변속기인 스무더 E 오토 시프트 옵션이 추가되었다. 생산 누적 400만대를 달성하였다.
- 2004년 12월 : 특별 차량 VP 사양이 출시되었다.
- 2005년 4월 : 하이브리드 차량 사양이 출시되었다.

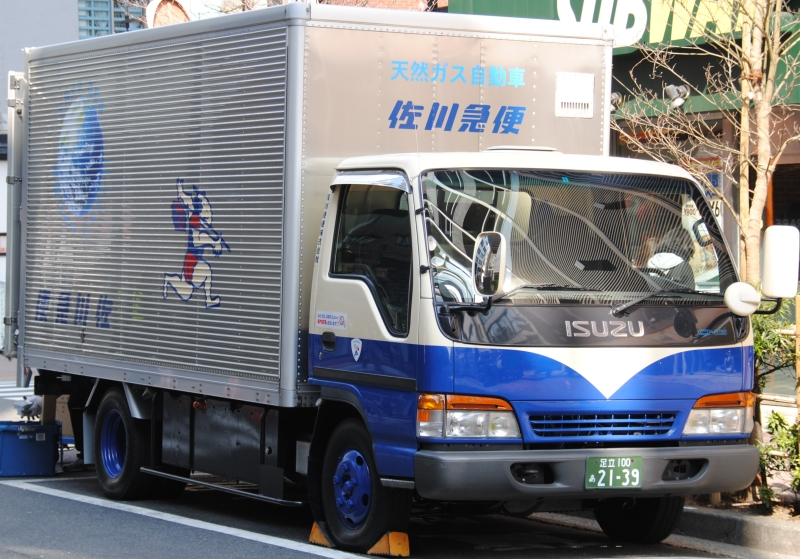
5세대 와이드캡 사양

### 6세대 (2006년12월~ 현재)

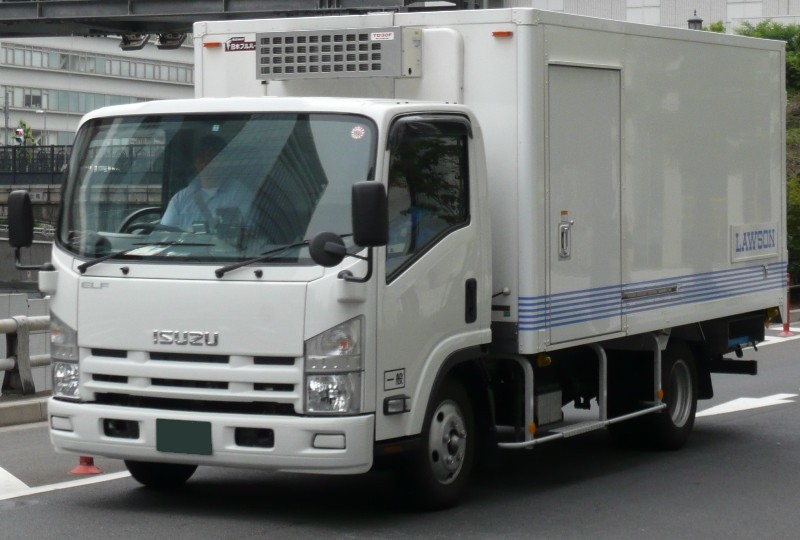
6세대 초기형 와이드캡

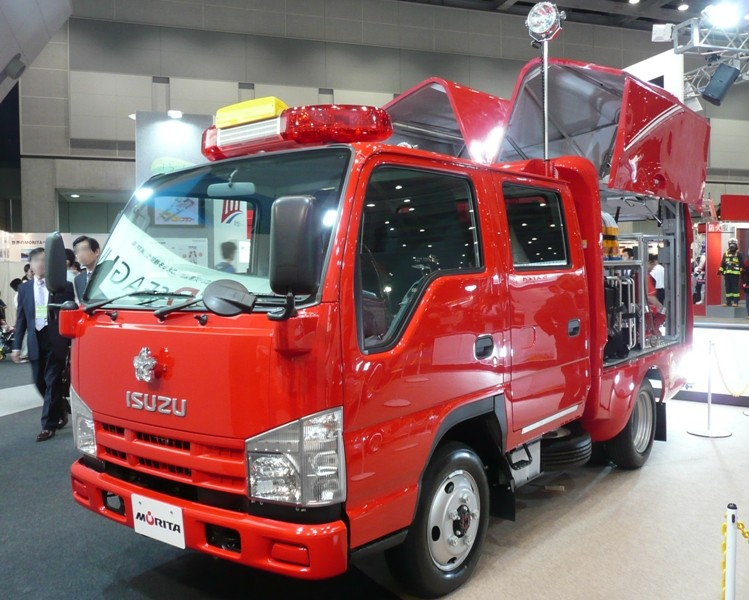
6세대 초기형 소방 차량

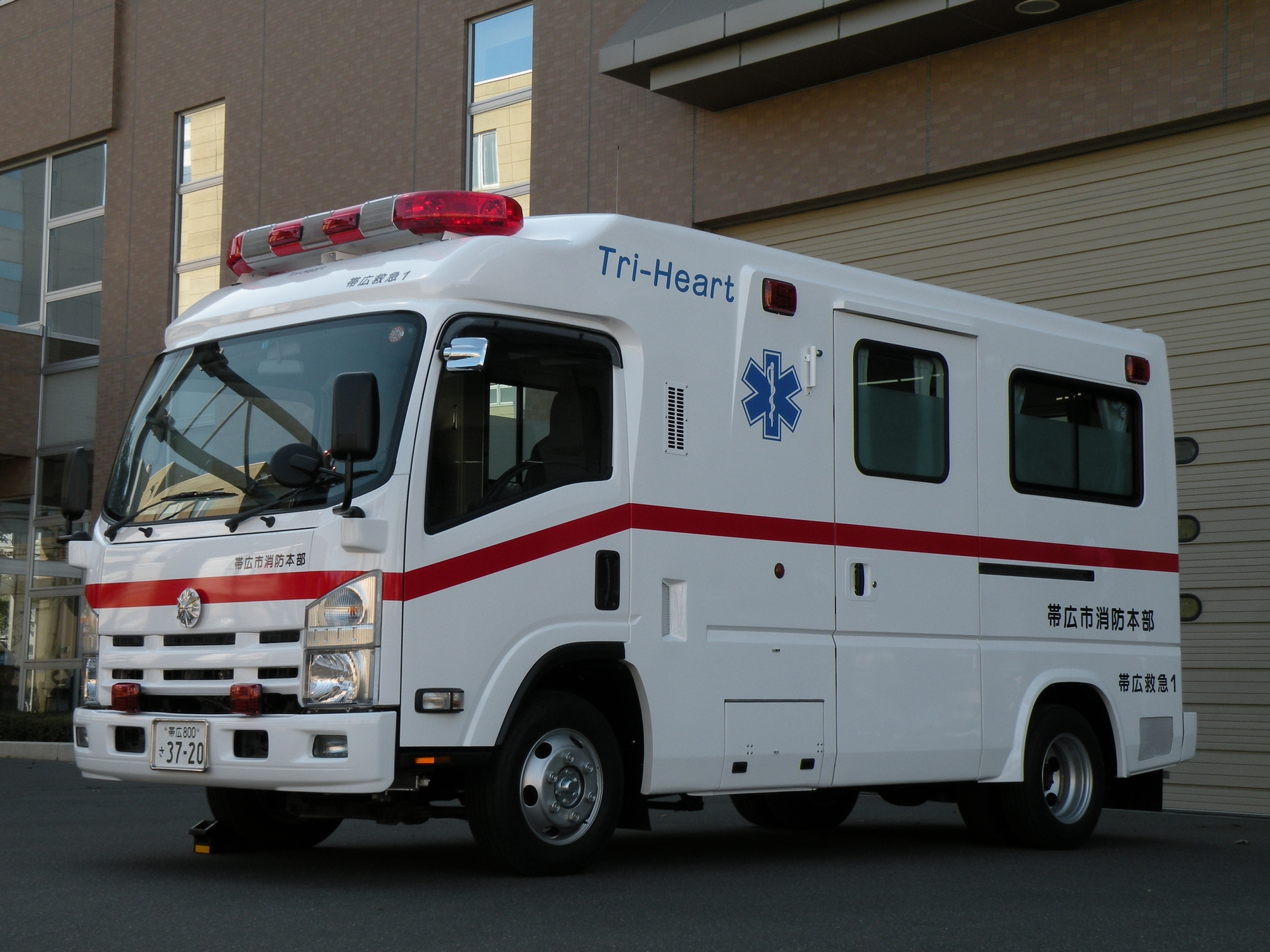
6세대 초기형 구급 차량

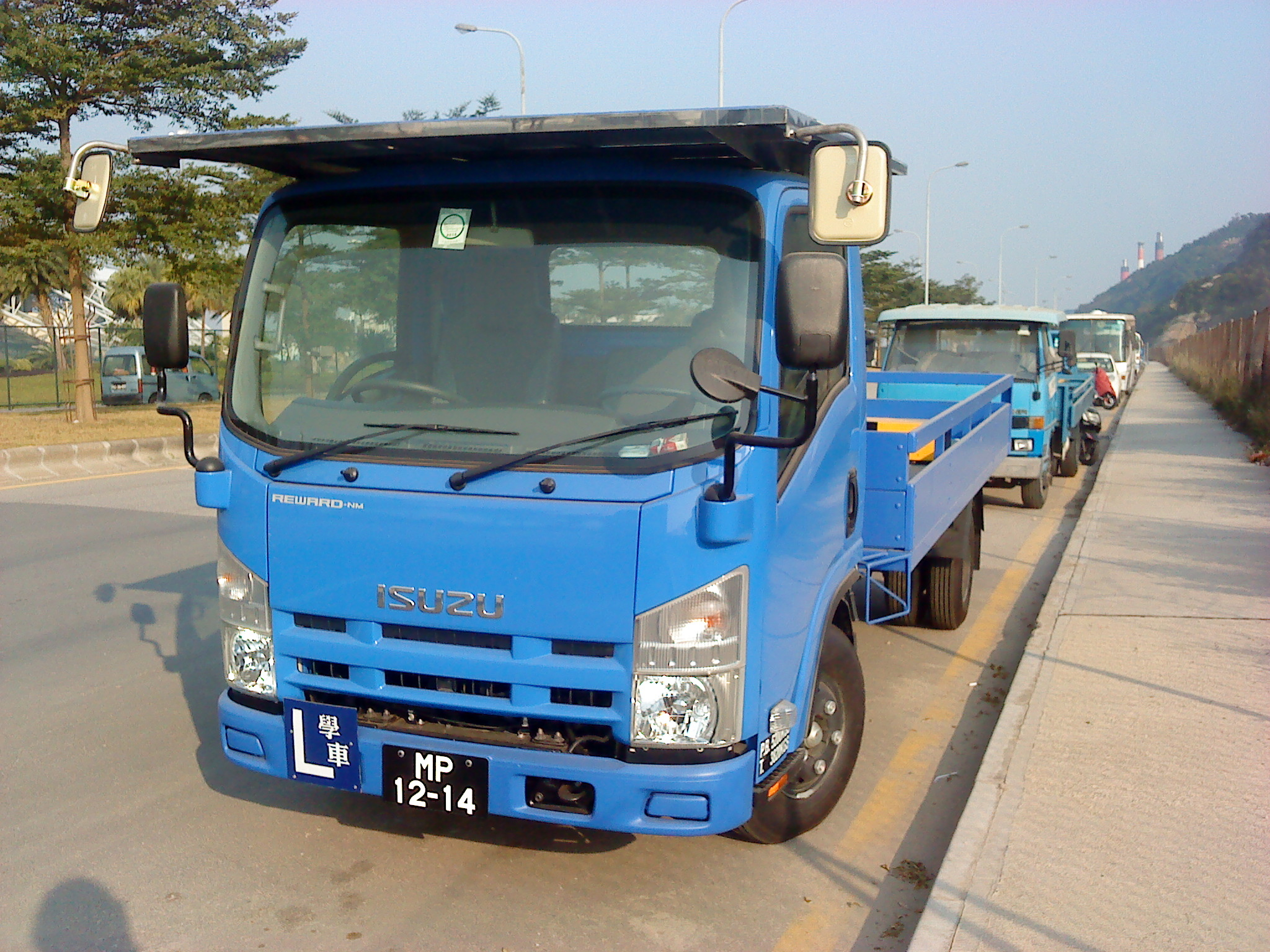
6세대 초기형 카고 트럭

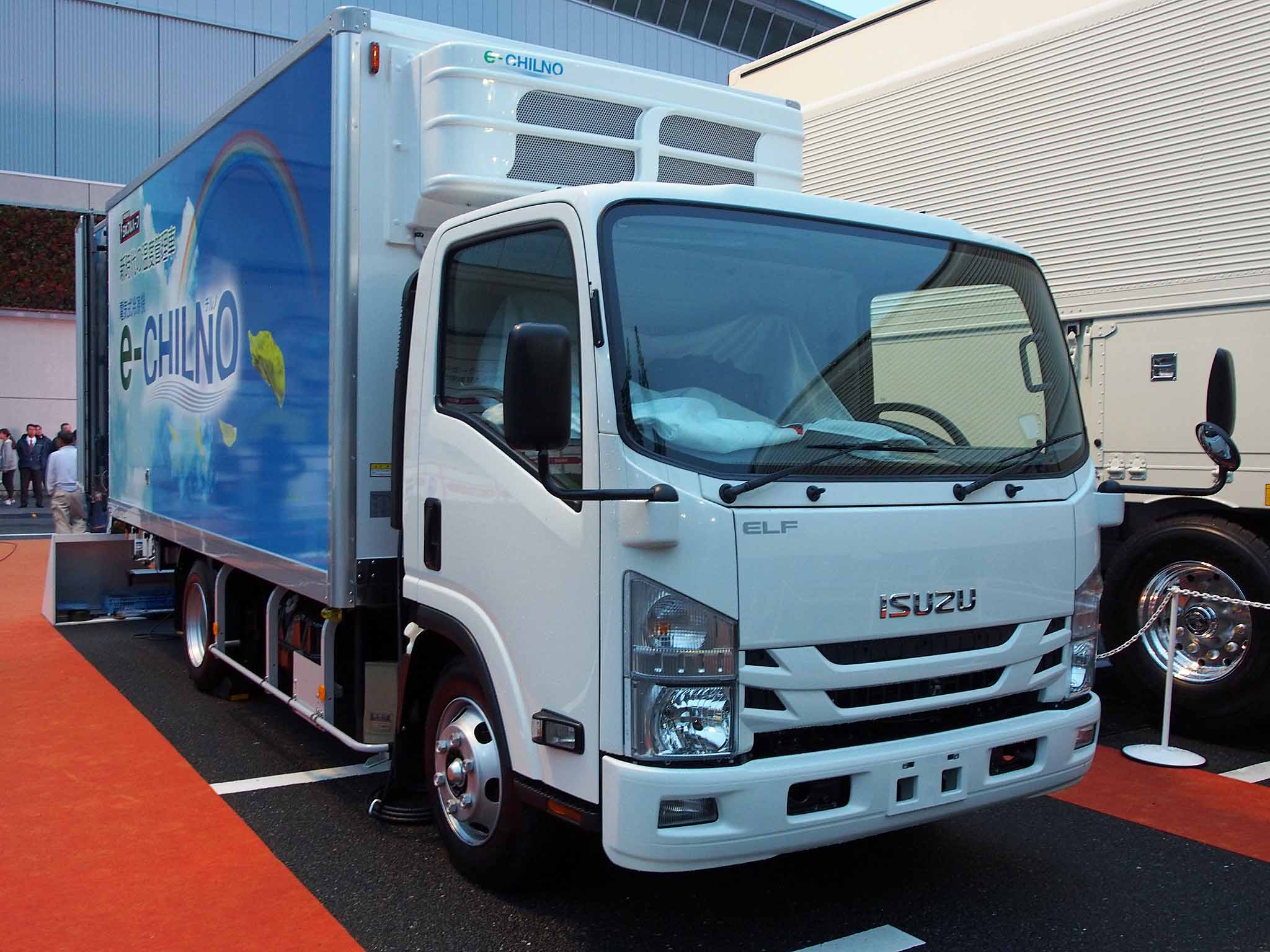
6세대 후기형 와이드캡 사양

- 2006년 12월 13일 : 출시. 자동변속기인 스무더가 탑재되었고 일본 트럭 최초로 이모빌라이저 사양이 탑재되었다. 또한 수출 사양 N 시리즈의 경우 계속해서 판매했다.
- 2007년 1월 : 닛산 자동차, 닛산 디젤 (현, UD트럭), 마쓰다에 6세대 모델의 차량의 OEM 차량을 공급하면서 신형 타이탄, 신형 콘도르 (소형트럭 사양), 신형 아틀라스 20 모델로 판매되었다.
- 2007년 8월 : 하이브리드 사양이 출시되었다.
- 2007년 12월 : 26회 닛케이 우수제품 서비스상을 수상받았다.[1]
- 2009년 4월 : 2015년 중형차 연비 기준 달성에 대응해 3톤급 사양이 출시되었다.
- 2009년 9월 : 2015년 중형차 연비 기준 달성에 대응해 와이드캡 3톤급 사양이 출시되었다.
- 2010년 2월 : 2015년 중형차 연비 기준 달성에 대응해 와이드캡 3톤급 스무더 EX 사양이 출시되었다.
- 2011년 5월 : 배출가스 규제 대응에 따라 마이너 체인지로 천연 가스 사양을 제외한 엔진이 4JJ1형으로 변경되었다.
- 2012년 12월 : 닛산 아틀라스 모델의 풀모델 체인지 및 OEM 공급이 미쓰비시후소트럭 버스로 변경에 따라 OEM 사양이 단종되었다.
- 2013년 3월 : 일부 사양이 변경되면서 2WD, 스무더 EX 모델이 셀렉트 레버로 변경되었고 엔진 시동 방식이 변경되었다.
- 2014년 : UD트럭 OEM 사양이 단종되었다.
- 2014년 11월 : 마이너 체인지로 일부 사양이 개량되었다.
- 2017년 10월 : 이스즈 자동차 창립 80주년 기념으로 한정판 차량 400대가 제작되었다.[2]
- 2018년 3월 : 마이너 체인지로 엔진이 4JZ1형으로 변경되었다.

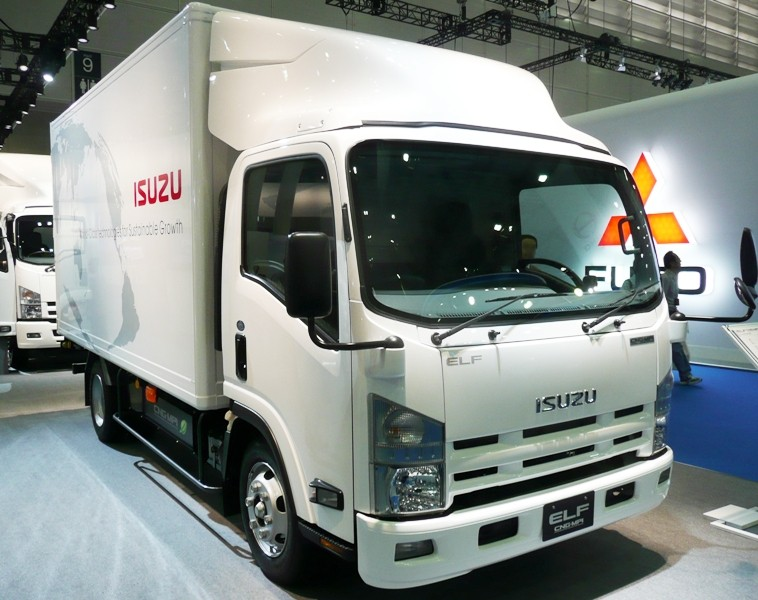
6세대 천연 가스 사양
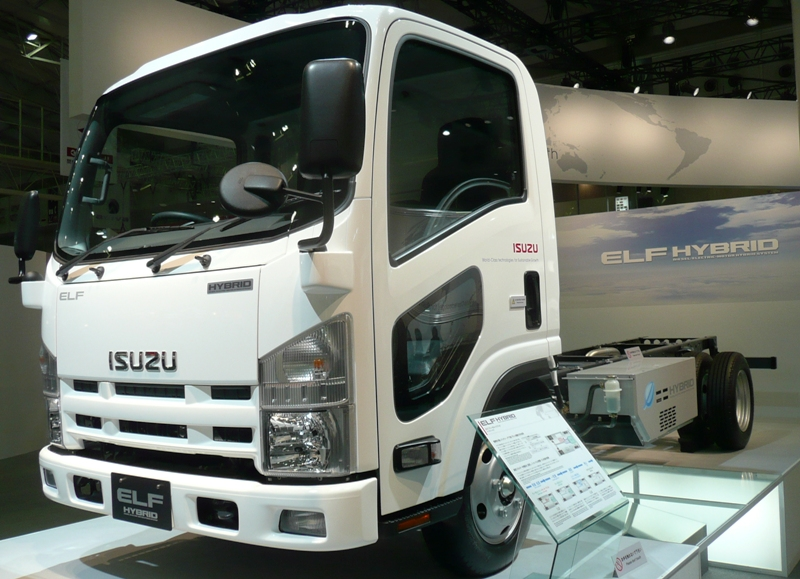
6세대 하이브리드 사양
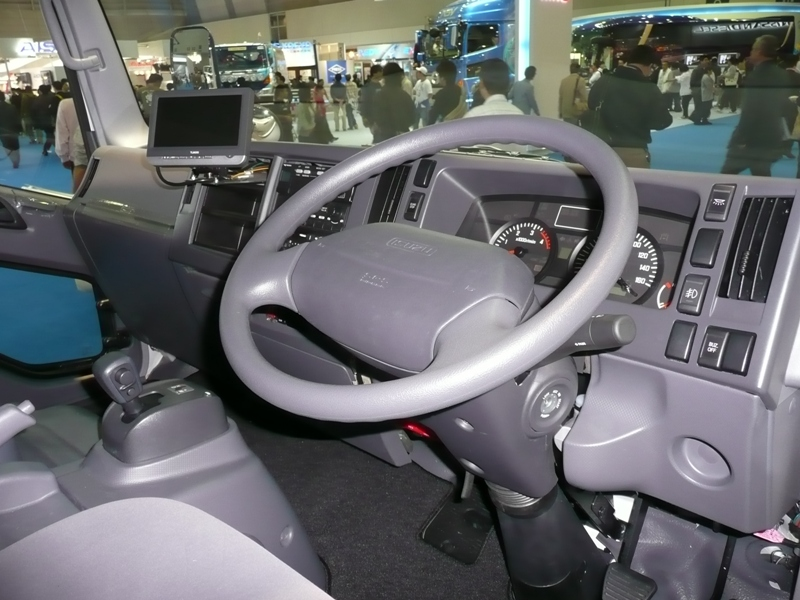
6세대 운전석

## 라인업

### 1세대부터 3세대까지
- KA 4x2
- KAD 4x2
- KUD 4x2
- TLG 4x2
- TLD 4x2
- KT 4x2
- KS 4x2

### 4세대부터 5세대까지
- NHR 4x2
- NHS 4x4
- NKR 4x2
- NKS 4x4
- NPR 4x2
- NPS 4x4
- NQR
- WKR 4x2

### 6세대
- NHR 4x2
- NJR 4x2
- NKR 4x2
- NLR 4x2
- NMR 4x2
- NNR 4x2
- NPR 4x2

## 이스즈 엘프 100
이스즈 엘프 100(영어: Isuzu Elf 100, 일본어: いすゞ・エルフ 100)은 1995년 8월에 출시되었다. 닛산 아틀라스 10계 F23형  OEM 모델이다. 이스즈 파고 모델의 후속으로 LPG 사양과 디젤 사양이 존재했다.
2007년 7월에 풀모델 체인지가 되었으나 여전히 닛산 아틀라스 10계 F24형 OEM 모델이다. F24형의 경우 1.75톤, 2톤급은 라인업에 없는 대신에 1.15톤, 1.5톤 사양만 라인업에 구성되었다.
2013년 1월에 출시된 미쓰비시후소트럭 버스에서 출시된 켄터 건즈 모델과 유사하다. UD트럭 콘도르 1.15톤, 1.5톤 모델까지 포함하면 동일한 모델을 직접 경쟁하는 4개의 회사가 드문 편이다.

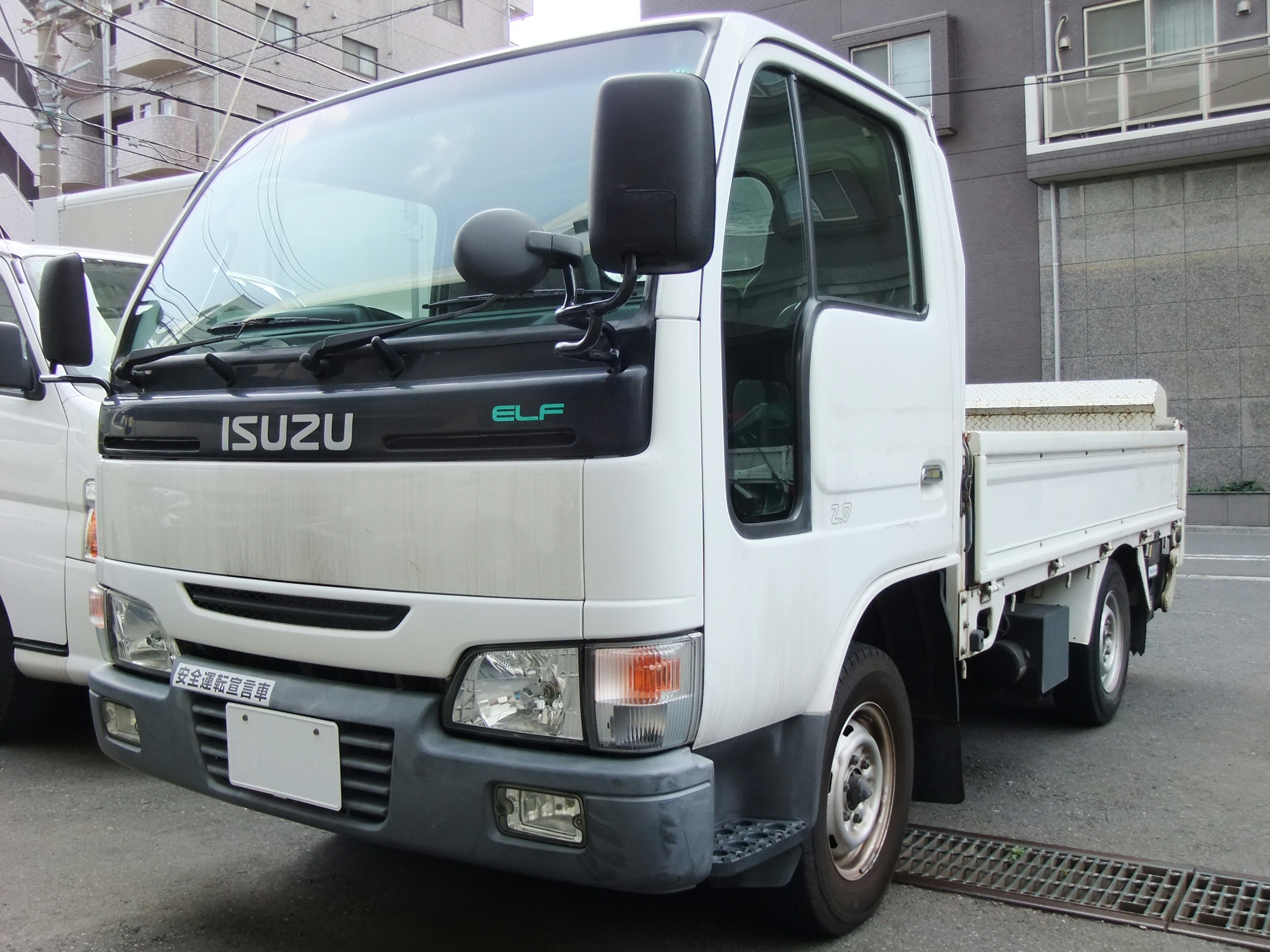
이스즈 엘프 100 1세대
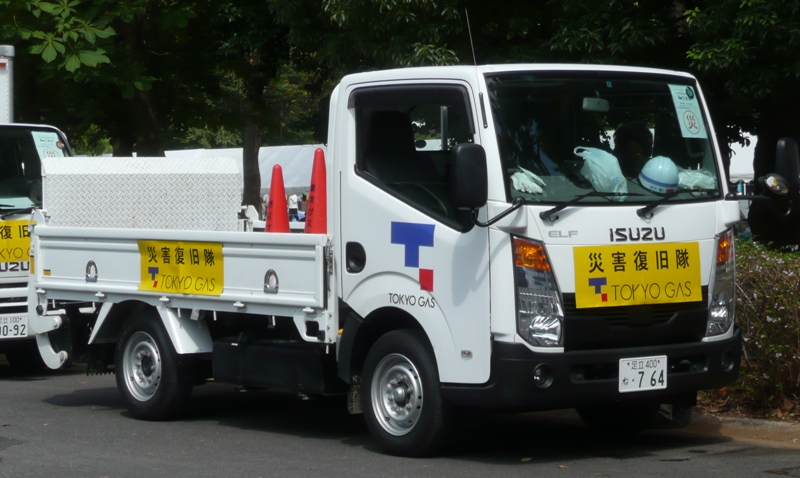
이스즈 엘프 100 2세대

## 해외 수출

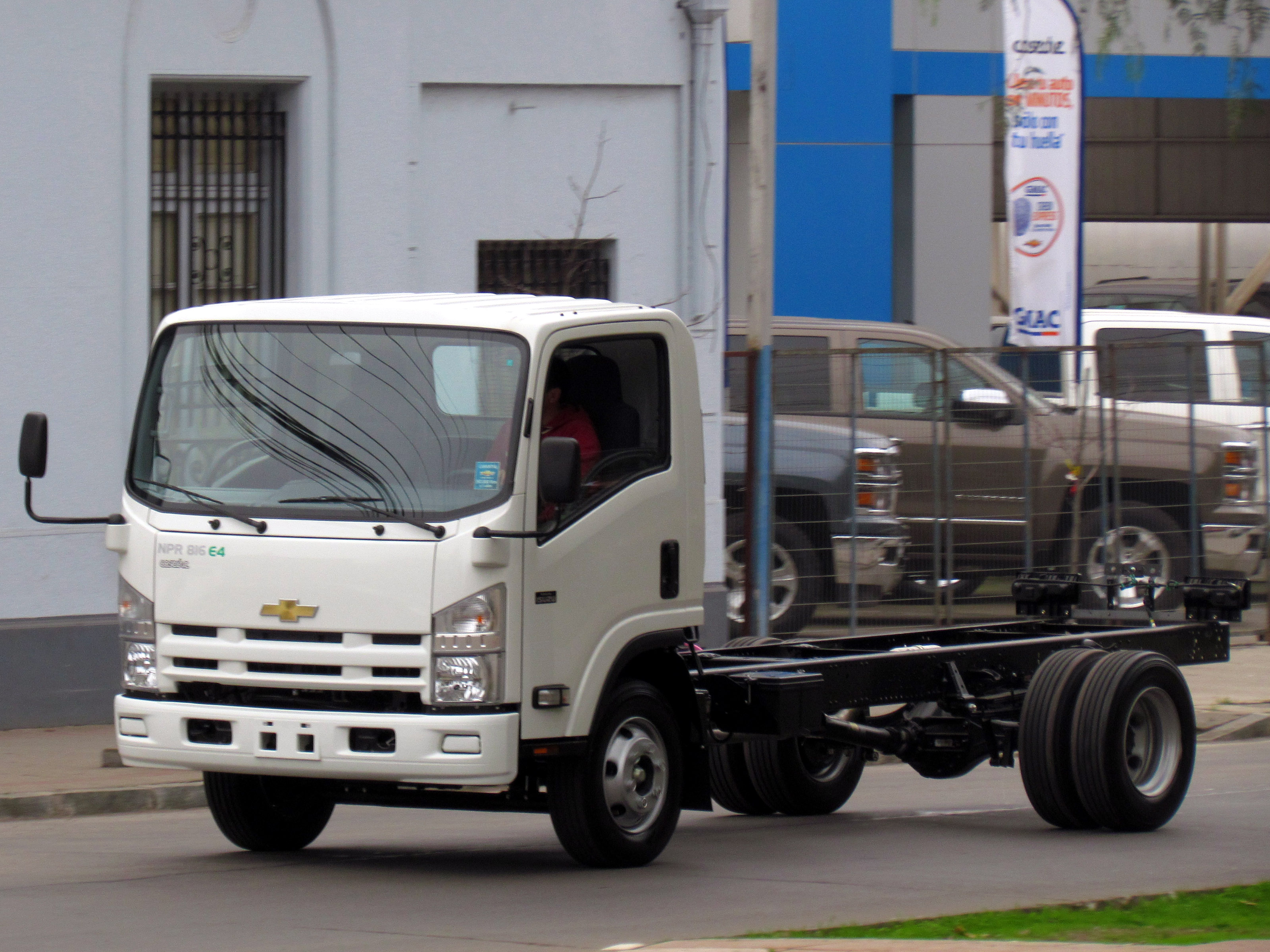
쉐보레 NPR

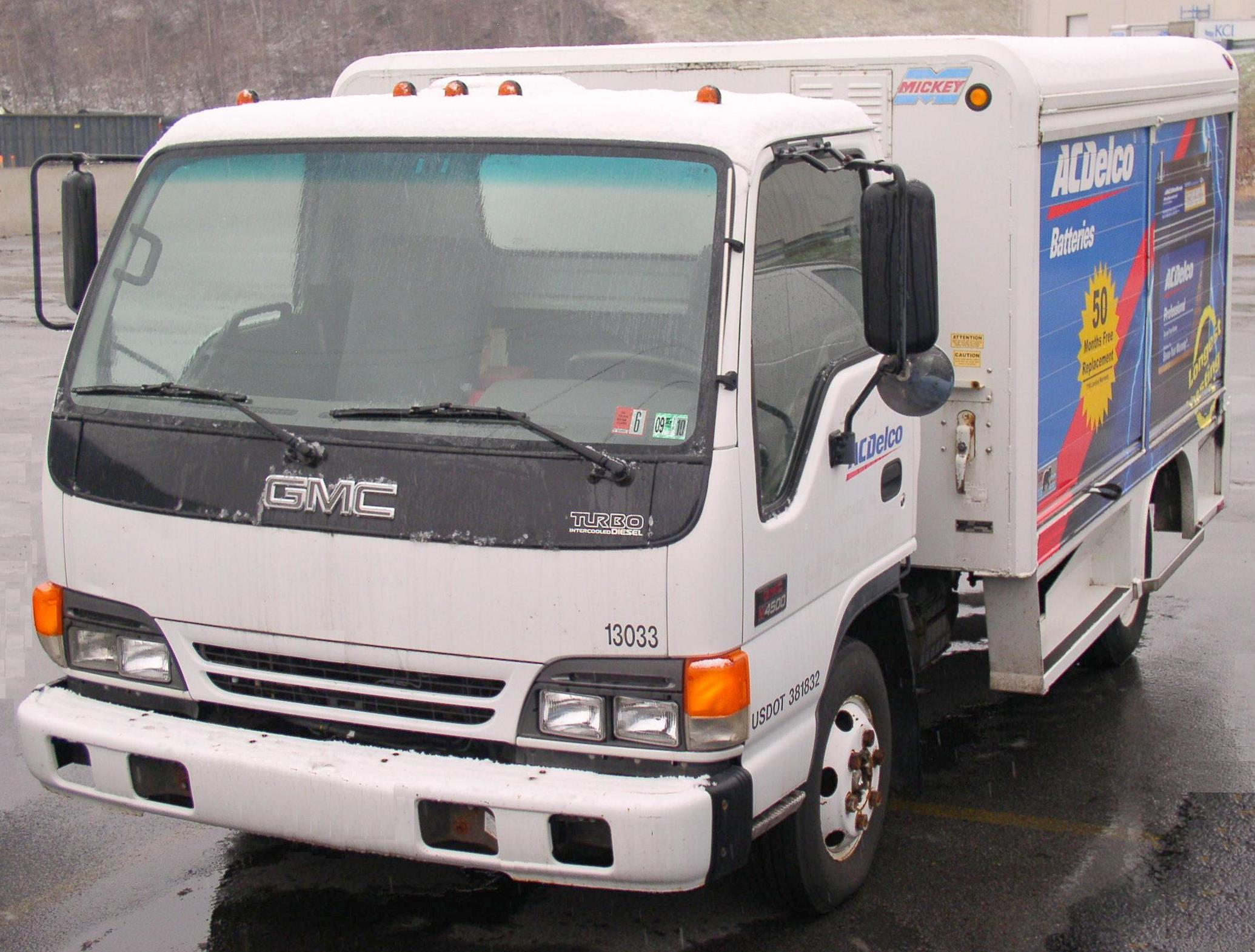
GMC W 시리즈

이스즈 자동차의 주력 차량으로 중화인민공화국, 중화민국 (2009년까지 생산), 타이를 비롯한 해외에서 생산이 이루어지고 있다.
남아메리카와 이집트의 경우 업무 제휴를 통해 제너럴 모터스의 자회사인 쉐보레에서 판매하고 있다. 북아메리카의 경우 GMC와 쉐보레 모델 판매를 중단되었다가 2015년 6월에 제너럴 모터스와 상용차 사업 협의를 체결하면서 2016년부터 쉐보레를 통해 OEM 공급이 시작되었다. 북아메리카 판매의 경우 N 시리즈로 판매되고 있다.
태국의 경우 4세대 모델과 5세대 모델을 기반으로 버즈(일본어: バディ)란 모델로 판매되고 있다.
대한민국의 경우 1973년에 대우자동차와 기술 제휴로 대우 엘프를 생산했으나 1991년에 단종이 되었다. 2018년에 이스즈 자동차가 대한민국에 진출과 동시에 판매를 시작했다.

## 버스 차체 모델
우크라이나의 자동차 생산 기업인 보그단 자동차에서 엘프의 차체를 기반으로 마이크로 버스 모델인 보그단 모델을 1999년부터 출시되었다.
그 밖에도 중화민국, 필리핀, 튀르키예에서 엘프 차체를 기반으로 소형 버스를 생산하고 있다.
일본의 경우 엘프와 동일한 등급인 이스즈 저니와 동일한 모델이 별도로 존재했다. 서일본 차체 공업이 마쓰다 파크웨이 모델을 기반으로 마이크로 버스 모델인 이스즈 저니 E 모델을 생산한 바 있다.

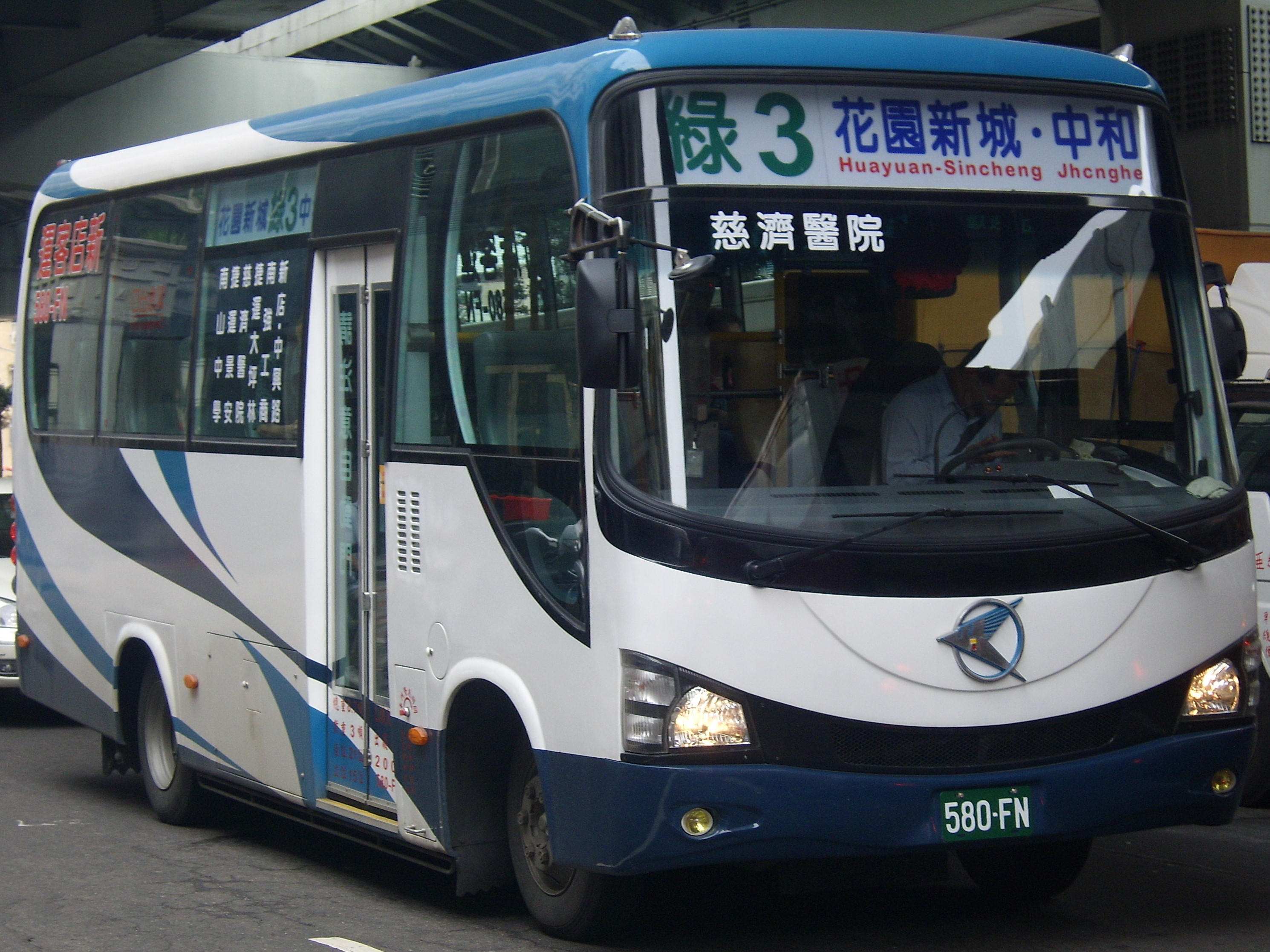
이스즈 NQR (중화민국 사양)
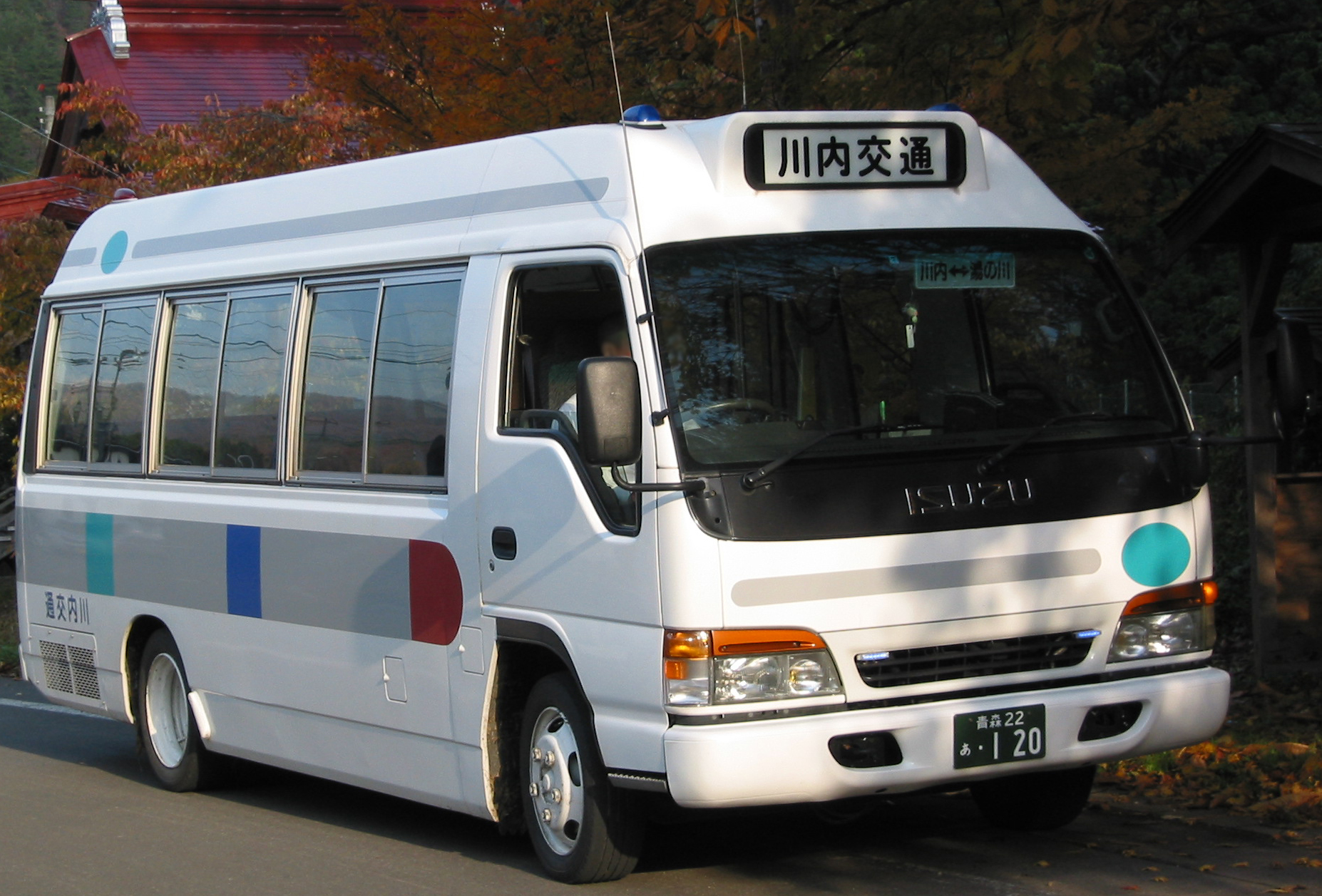
이스즈 저니 E
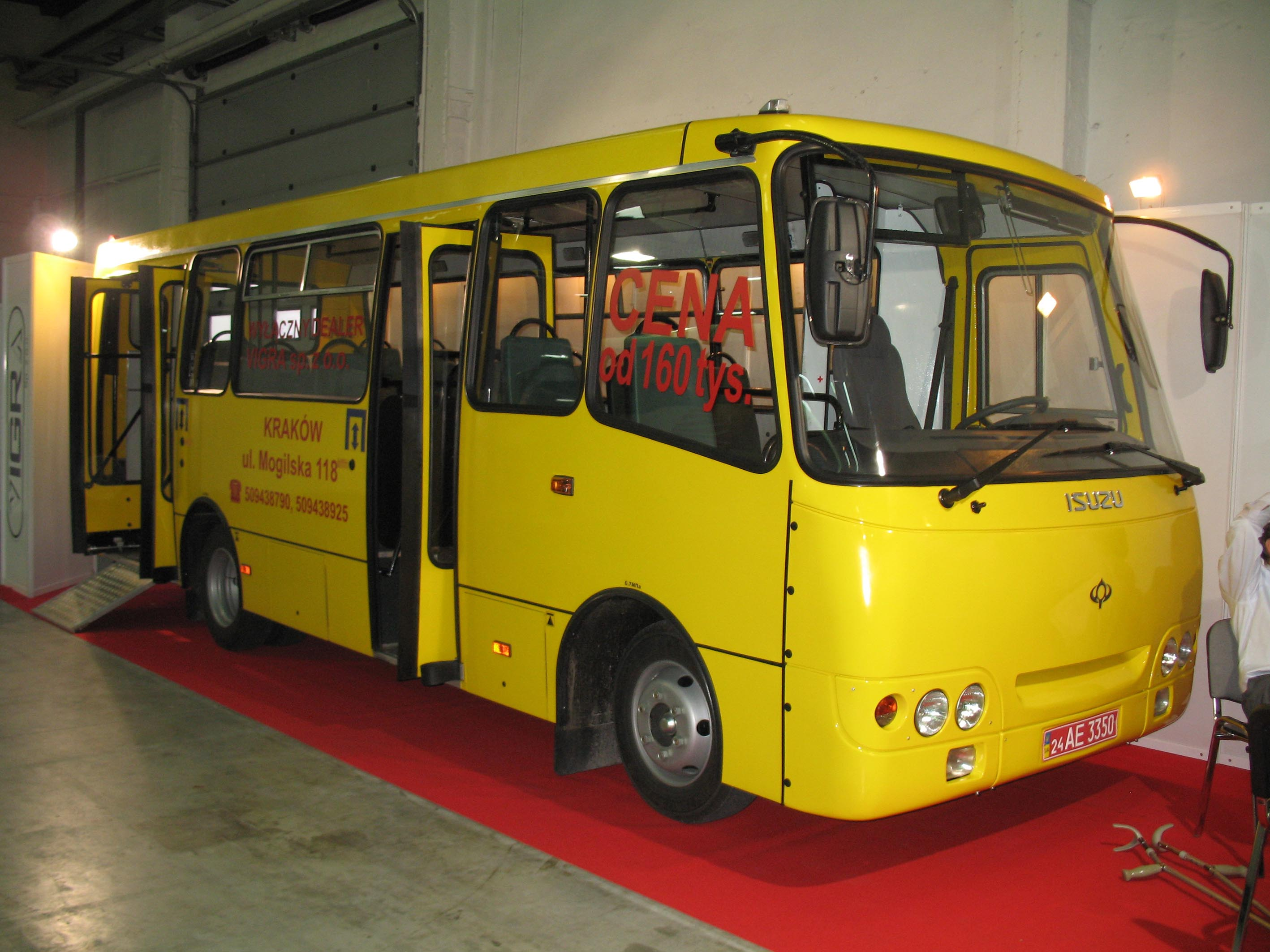
이스즈 보그단 A92

## 같이 보기
- 이스즈 포워드
- 이스즈 기가
- 쉐보레 실버라도